# Jean-Michel Bardez
Jean-Michel Bardez est un musicologue, compositeurchercheur, professeur, pianiste, plasticien français,, né en 1951.

## Biographie
Jean-Michel Bardez a suivi le cycle secondaire et les classes préparatoires d'hypokhâgne et de khâgne au Lycée Chaptal, à Paris, et a été auditeur à l'École normale supérieure de Saint-Cloud.
Titulaire de prix en solfège spécialisé, écriture, analyse et composition du Conservatoire National Supérieur de Musique et de Danse de Paris, il a suivi les cours de Françoise Lengellé, Georges Hugon, Pierre Lantier, Roger Boutry, Bernard de Crépy,, Claude Ballif, Olivier Messiaen, Betsy Jolas, Serge Nigg et Michel Philippot. Il est également titulaire d’une maîtrise et d'un doctorat en littérature comparée de l'Université Paris-Nanterre (Écrivains des lumières en France et espace musical: Jean-Jacques Rousseau, les encyclopédistes, les théoriciens et les observateurs, thèse de doctorat, sous la direction de Jean-Louis Lecercle, 1976).
Il a été président fondateur de l’Adem Art et président de la Société française d'analyse musicale de 1992 à 2014, puis, vice-président, depuis 2014.
Il a suivi des études de piano (déchiffrage, musique de chambre, accompagnement, piano à quatre mains) pendant quinze ans avec Suzanne Beunke, élève de Lazare-Lévy et fille du peintre Gabriel Beunke.
Il a enseigné l’écriture, l'analyse et la composition au Conservatoire Hector Berlioz du 10e arrondissement de Paris, au Conservatoire du 17e et au Conservatoire de Massy. Il a été Conseiller aux Études au Conservatoire Hector Berlioz du 10e arrondissement de Paris.
Son parcours et sa formation l'ont mené à une activité de compositeur de pièces pour orchestre, piano, ensembles, voix, orgue, à l’improvisation au piano et à l'orgue, ainsi qu'à une activité de recherche, d’édition, d'écriture d'articles et préfaces, ainsi que de participation à plusieurs collections de livres et de partitions, et à des émissions.
Membre du comité éditorial des revues Analyse musicale,, Musurgia, et Musimediane, il est également impliqué, aux éditions Delatour, dans le développement de plusieurs collections ainsi que d'une collection à vocation interdisciplinaire, avec Jean-Marc Chouvel.

## Publications

### Ouvrages
- AbSences, poèmes et peintures, Éditions Delatour-France, 2019.  (ISBN 978-2-7521-0386-4)
- Dérives-Drifts, dessins, encres, peintures, sculptures, gravures, soies peintes, photographies, Éditions Delatour-France, à partir de Dérives (2009) : nouvelle édition augmentée 2018.  (ISBN 978-2-7521-0041-2)
- L'analyse musicale aujourd'hui, avec Xavier Hascher et Mondher Ayari, 478 pages, Éditions Delatour France, 2015.
- Les Écrivains et la musique au XVIIIème : philosophes, encyclopédistes, musiciens, théoriciens, tableaux des compositeurs du 18ème en Europe, des œuvres instrumentales des 17ème et 18ème siècles et une iconographie musicale, commentaires de Denis Diderot, articles sur François Jean de Chastellux et Toussaint Rémond de Saint-Mard, Éditions Slatkine, Genève, Paris, 1980.  (ISBN 2-05-100205-3)
- La gamme d'amour de Jean-Jacques Rousseau, comporte des planches de l’Encyclopédie sur les instruments de tous pays, préface de Michel Philippot, Éditions Slatkine, Genève, Paris, 1980.  (ISBN 2-05-100204-5)
- Diderot et la musique, valeur de la contribution d'un mélomane, préface d’Alain Weber, premier grand Prix de Rome, Bibliothèque de littérature comparée, Tome CXVIII, Éditions Honoré Champion, Paris, 1975.

### Rééditions
- Traité de l’Harmonie réduit à ses principes naturels, par Jean-Philippe Rameau, préface de Jean-Michel Bardez, édition originale 1722, éditions Slatkine, Genève, 1992, 2000.  (EAN 9782051007870)
- Éléments de musique théorique et pratique suivant les principes de Monsieur Rameau, par Jean Le Rond d'Alembert, présentation de Jean-Michel Bardez, édition originale 1752, réimpression au format original, éditions Slatkine, Genève, 1980[16].  (ISBN 2-05-000144-4)

### Illustrations
- Le premier livre du Clavier bien tempéré de Jean-Sébastien Bach : rhétorique et sémiologie, par Mihaela Corduban, préface de Jean-Jacques Nattiez, Éditions Delatour-France, 2011.  (ISBN 978-2-7521-0115-0)
- Mars est encore loin, par Alain Duret, Éditions Delatour-France, 2012.
- Paysages doubles (Païsatges doblauds) suivi de Portraits (Portrachs), par Bruno Rossignol, français et occitan, Éditions Delatour-France, 2015.  (ISBN 978-2-7521-0386-4)
- Un Requiem post-moderne, par Nikos Papadimitriou, Éditions Gutenberg/Dardanos, Grèce, 2017, version grecque 2020.
- Modernité, l’identité européenne dans le monde contemporain, par Nicolas Papadimitriou, postface de Jean-Michel Bardez, Éditions Delatour-France, 2018.  (ISBN 978-2-7521-0362-8)
- Dictées, par Philippe Beck, poésie, Éditions Flammarion, 2018.  (EAN 9782081421158)  (ISBN 9782081421158)
- Encre pour le programme de la rencontre : L’Enfant et le Son, organisée par Jean-Michel Bardez, Conservatoire Hector Berlioz, Paris, 2019[17].

### Autres
- Publication d’une partie de l’œuvre du compositeur Nicolas Oboukhov (1892-1954)[18], réfugié en France en 1918, en fac simile (Bibliothèque nationale, Paris).
  - Le Troisième et dernier Testament, pour cinq voix, croix sonore, deux pianos, orgue et orchestre, (ISMN 9790230984041)
  - Préface du Livre de Vie, pour deux pianos, quatre solistes et orchestre, (ISMN 9790230981507) aux Éditions H. Lemoine, Paris, depuis 2004.
- Édition d’œuvres pour piano de Nicolas Oboukhov, préface de Jean-Michel Bardez, système de notation, Éditions H. Lemoine, Paris, 2009.  (ISBN 978-2-85868-394-9)

## Œuvres musicales
- Suites pour piano, à Georges Hugon, 1969, inédit.
- Tango pour piano, création au Théâtre Jean Vilar, Vitry, 1979, inédit.
- Arpeggione, pour piano, Jeu sériel pour piano, création par Alain Voirpy à la SACEM, Éditions Schott, Paris, 1979, N° Réf. : SF 9379.
- Entremis, pour piano, ondes Martenot, percussions, création par le Trio Deslogères au Théâtre en Rond Paris, 1979, inédit, Partition No CDMC4108, CDMC : 04856 P.
- Figures intérieures, pour soprano et clavecin amplifié, sur un texte de James Joyce, création par Mady Mesplé et Béatrice Berstel, à l’auditorium 104, Maison de la Radio, Paris, 1979, inédit.
- Caprice de lune, pour piano, 1980, inédit.
- Tiento, pour piano, 1981, inédit.
- Délires d'aube, avec quarts de tons, par l’orchestre symphonique du Conservatoire de Paris, et Cromornes, création à l’Opéra-Comique de Paris, 1981, inédit.
- Apokinos, Danse, pour piano et Ondes, création à Ville-d'Avray par Julien Ridoret[19] et Jeanne Loriod, 1982, inédit, Partition No CDMC6351, CDMC : 09461 P.
- Emmelie, pour orgue, création à l’Église Saint-Merri, Paris, 1982, inédit.
- V.I.T.R.I.O.L (Visita Interiorem Terrae Rectificando Invenies Opus Lapidem), pour ensemble de chambre et voix de basse, création au Théâtre Jean Vilar, commande du Conservatoire de Vitry[20], 1983, Éditions Delatour-France, 2017, Partition No CDMC6352, CDMC : 09462 P.
- Saxy-phrage, pour saxophone et xylophone, commande du Conservatoire d’Angoulême, Éditions Agenda, Bologne, Italie, 1985.
- Cristal, jeu scénique pour six pianistes, 1986, inédit.
- Tout peut apparaître, pour piano à 6 mains, 1986, Éditions Delatour-France, 2018 (DLT2748).  (EAN 9790232114880)
- N'est Pierrot que celui qui dort, pour ensemble (violon, flûte, clarinette en si bémol, violoncelle et piano), avec quarts de tons, création sous la direction de Jean-Louis Petit, commande de l’Ensemble de Ville-d’Avray, Conservatoire, créations à Salzburg, Paris, Heilbronn, Vienne, Freiburg, 1996, 1997, Éditions Delatour-France, 2018 (DLT 2750).
- Aquodie, projet d’un stabile sonore : jeu de « campanydres » commandée par ordinateur, 1999, inédit.
- Improvisations croisées à deux orgues accordés au quart-de-ton, en hommage à Michel Philippot, avec Denys Mathieu-Chiquet et Patrick Choquet, Église Saint-Paul-Saint-Louis du Marais, enregistrées par Sébastien Noly, 2000.
- Improvisations pour piano, Jardin de Pierres, Horloge, Expansion, Comptine, Griffes, Poursuite, Nostalgie, Obsession, Obstination Angoisse, et montages à partir de résonances : Horizon, Paysages de fusion, 2001, Piano Pictures, Production Ready made music, LC02186.
- Improvisations (Piano, trompette), avec Laurent Mignard[21], Detective, CD Piano Pictures, Production Ready made 2003, LC 02186.
- Che più d'un giorno, pour chœur mixte, voix de soprano et de basse, création à Rennes[22], Ensemble Rhizome, direction Yves Krier, 2003, Éditions Delatour-France, 2016 (DLT0883).  (EAN 9790232114088)
- Invention pour deux violoncelles, pour une méthode de violoncelle pour débutants en trois volumes d'Odile Bourin[23], Éditions H. Lemoine, 2004.
- Série d’improvisations, avec Jean-Marc Chouvel[24], pour piano et guitare, piano et clarinette, 2010, 2013, inédit.
- Pièces pour orgue, avec transformation, 2013, 2015, inédit.
- Nouvelles improvisations pour piano et clarinette, avec Jean-Marc Chouvel, 6ème et 12ème de tons et re-recording, 2014, inédit.
- Reticentia - Resistentia, quatuor pour saxophones, Éditions Delatour France, 2016, DLT2587.  (EAN 9790232112121)
- Jouvencel, pour clarinette en si bémol et piano, 2017, Éditions Delatour-France (DLT2102).
- Quadratures, CD, improvisations en direct et en re-recording avec décalages micro-intervalliques, avec Jean-Marc Chouvel, Piano et clarinette, Alancé, Pointe du vent, Dionys, K. Danse, L’hydre acéphale, Archéoptéryx, Sons défendus, Geste des timbres, Quadrature, Danse panique, In abruptio, Infinis, Label Ameson, 2018, LC 24326[25],[26].
- Diffractions, CD improvisations (Piano, clarinette) avec Jean-Marc Chouvel, décalages micro-intervalliques, Label Ameson, 2023.
- Improspections - CD improvisations (Piano, clarinette, cornet à bouquin, flûte bansouri, cor de basset et glissotar) avec Jean-Marc Chouvel et Étienne Rolin, Label ErollRecords, 2023.

## Ouvrages pédagogiques
- Pulsations, rythmes à jouer pour la FM, préface d'Olivier Messiaen, Paris, Lemoine, 2004.
- Éléments pour un cours d'écriture tonale-modale, Paris, Alphonse Leduc, 1983.
- Instruments, petit guide des instruments courants, Paris, Chappell, 1982.
- À propos de Rameau, moyenne difficulté, en clé de sol avec accompagnement, Paris, Chappell, 1981.
- À propos d'instruments, facile, en clé de sol sans accompagnement, Paris, Chappell, 1980.
- À propos d'époques, très facile, en clé de sol sans accompagnement, Paris, Chappell, 1979.